# گل‌ها (برنامه رادیویی)

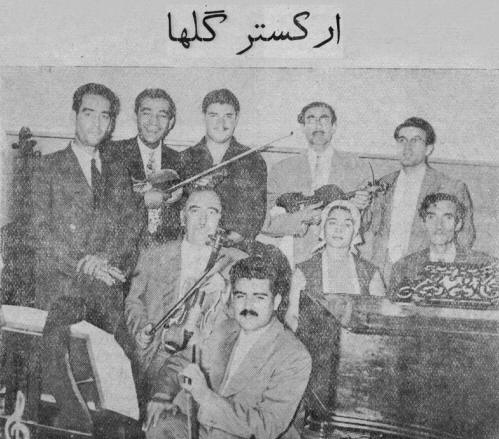
مرتضی محجوبی، مرضیه، ابوالحسن صبا، علی تجویدی، عبدالله جهان‌پناه رضا ورزنده و.. در استودیو گلها، ۱۳۳۶

گل‌ها یک برنامه موسیقی ایرانی بود که به مدت ۲۳ سال از ۱۳۳۵ تا ۱۳۵۷ از رادیو ملی ایران پخش می‌شد. این مجموعه جمعاً شامل ۸۵۰ ساعت مقدمه و شعرخوانی به همراه آواز بود، که در این میان تک‌نوازی‌هایی نیز گنجانده شده بود. «گل‌ها» به سبب تحولی که در موسیقی ایرانی ایجاد کرد. بیش از برنامه گل‌ها، موسیقی بیشتر یک فعالیت خصوصی بود و عموم مردم ایران با آن آشنایی عمومی نداشتند. گروه‌های مختلفی در داخل و خارج از کشور تاکنون آرشیو برنامه گل‌ها را جمع‌آوری و عرضه کرده‌اند.

## تاریخچه
برنامه گل‌ها در آغاز با نام گل‌های جاویدان به ابتکار داوود پیرنیا در رادیو تهران آغاز شد. برنامه‌های دیگری نیز به نام‌های گل‌های رنگارنگ، یک شاخه گل، برگ سبز، گل‌های صحرایی بعد از ۱۳۳۴ به این مجموعه افزوده شد. در طول یازده‌سال ریاست و نظارت پیرنیا بر تولید مجموعهٔ گل‌ها ۵ دسته برنامه در این مجموعه تهیه شد: گل‌های جاویدان (۱۵۷ برنامه)؛ گل‌های رنگارنگ (۴۸۱ برنامه)؛ برگ سبز (۴۸۱ برنامه)؛ یک شاخه گل (۴۶۵ برنامه)؛ و گل‌های صحرایی (۶۴ برنامه) هر یک از این مجموعه‌ها شامل آثار برگزیدهٔ شاعران کهن و معاصر زبان پارسی، و دکلمهٔ شعر در آن‌ها با موسیقی و اجرای آهنگ و تفسیر جامع و کامل استادانِ فن همراه بود و دکلمه کنندگانِ بنام و وارد به فن دکلمهٔ اشعار در آن حضور داشتند. همچنین موسیقی کهن و بومی ایرانی نیز در این مجموعه‌ها به چشم می‌خورد. پس از کناره‌گیری پیرنیا از فعالیت در رادیو در سال ۱۳۴۶ و چند سال بی‌ثباتی، در سال ۱۳۵۱ برنامه دیگری با نام گل‌های تازه با مدیریت هوشنگ ابتهاج پخش شد.
عده ای از جمله فرهنگ شریف، محمدحیدری، اکبر گلپایگانی و بهرام مشیری (تاریخ‌نگار) معتقدند هوشنگ ابتهاج به روشی متفاوت با دوره پیرنیا این برنامه را مدیریت کرد که باعث عدم رضایت و انصراف هنرمندان شاخص گل‌ها از ادامه همکاری با ابتهاج به دلیل تعصبات نسبت به حزب توده، نداشتن سواد موسیقی، تبعیضات و مدیریت ناسالم وی شد. ابتهاج در مصاحبه ای این اتهام را رد کرد و ایرادی به نوازندگی فرهنگ شریف گرفت. اکبر گلپایگانی دربارهٔ هوشنگ ابتهاج گفته بود: «این‌ها حرف‌شان از بین‌بردن برنامه گل‌ها است. ما هم گفتیم بهتر و سنگین‌تر این است که خودمان بگویم دیگر نمی‌آییم».

## تأثیر بر ادبیات
در دهه‌های ۱۳۳۰ و ۱۳۴۰ که درصد بی‌سوادی جامعهٔ ایران به ۸۵درصد می‌رسید، این برنامه بیش از ۵۶۰ شعر فارسی (از قدیم تا جدید) را یادآوری و معرفی کرد و تقاضا برای انتشار دیوان‌های شاعران که سال‌ها مهجور مانده بودند و دیگر چاپ نمی‌شدند، یا کیفیت چاپ و نشر آن‌ها پایین بود، بالا رفت.

## اجراکنندگان برنامه گل‌ها

### ارکستر گل‌ها
هستهٔ اولیهٔ ارکستر گل‌ها را نوازندگانی همچون ابوالحسن صبا، علی تجویدی، مهدی خالدی، احمد عبادی (سه تار)، مرتضی محجوبی (پیانو)، عبدالله جهان‌پناه (ویولن)، لطف‌الله مجد (تار)، رضا ورزنده ،مجید نجاحی (سنتور) محمدشیرخدایی ،سلیم‌فرزان، سیروس حدادی (قره‌نی)، ایزدی (ویولن سل)، مستان (کنترباس) و حسین تهرانی (تمبک) تشکیل می‌دادند که بعدها تحت رهبری روح‌الله خالقی افراد سرشناس دیگری مانند همایون خرّم، پرویز یاحقی (ویولن)، حسن کسایی (نی و سه‌تار)، جواد معروفی (پیانو)، جلیل شهناز، فرهنگ شریف و فریدون‌حافظی (تار) جهانگیرملک، ناصر افتتاح (تمبک)، علی اصغر بهاری (کمانچه)، منصور صارمی (سنتور)، حبیب‌الله بدیعی (ویولون)، اسدالله ملک (ویولون)، فضل‌الله‌توکل(سنتور)، جهانگیرملک (تمبک)، منصورنریمان و محمودرحمانی‌پور (عود) و… در آن می‌نواختند.

### فهرست خوانندگان
- گُلپا - بیش از ۳۰۰ برنامه
- حسین قوامی - بیش از ۲۵۰ برنامه
- عبدالوهاب شهیدی - بیش از ۲۳۰ برنامه
- ایرج - بیش از ۲۱۳ برنامه
- مرضیه - بیش از ۱۷۰ برنامه
- الهه - بیش از ۱۳۰ برنامه
- محمود محمودی خوانساری - بیش از ۱۳۰ برنامه
- محمدرضا شجریان (سیاوش) - ۹۷ برنامه
- سیما بینا - بیش از ۸۰ برنامه
- غلامحسین بنان - بیش از ۷۰ برنامه
- پوران - بیش از ۵۰ برنامه
- عهدیه - بیش از ۵۰ برنامه
- پروین - بیش از ۳۰ برنامه
- سید جواد ذبیحی - بیش از ۲۵ برنامه
- ناصر مسعودی - بیش از ۲۵ برنامه
- جمال وفایی - بیش از ۲۵ برنامه
- کوروس سرهنگ‌زاده - بیش از ۲۵ برنامه
- ناهید دایی جواد - ۲۰ برنامه
- عبدالعلی وزیری - بیش از ۱۵ برنامه
- هایده - ۱۵ برنامه
- آذر - ۱۴ برنامه
- حمیرا - ۱۲ برنامه
- مهستی - ۱۰ برنامه
- نادر گلچین - ۱۰ برنامه
- رؤیا - ۹ برنامه
- فرح - حدود ۸ برنامه
- ویگن - حدود ۸ برنامه
- عزت روحبخش - حدود ۷ برنامه
- یاسمین - حدود ۶ برنامه
- خاطره پروانه - ۶ برنامه
- تاج اصفهانی - ۵ برنامه
- شهین‌دخت شبیری - ۴ برنامه
- درویش امیر حیاتی - ۴ برنامه
- انوشَه - ۴ برنامه
- نوذر - ۳ برنامه
- سیمین غانم - ۳ برنامه
- عماد خراسانی - ۳ برنامه
- شمس - ۳ برنامه
- شاپور جفرودی - ۳ برنامه
- منوچهری شیرازی - ۳ برنامه
- رامش - ۳ برنامه
- ادیب خوانساری - ۲ برنامه
- رشید مستقیم - ۲ برنامه
- رامین - ۲ برنامه
- هنگامه اخوان - ۲ برنامه
- زهره - ۱ برنامه
- دادبه - ۱ برنامه
- علی اصغر زند وکیلی - ۱ برنامه
- ملوک ضرابی - ۱ برنامه
- نزاکتی - ۱ برنامه
- ترانه - ۱ برنامه
- بهشته - ۱ برنامه
- فریده - ۱ برنامه
- سوگل - ۱ برنامه
- ملکه برومند - ? برنامه
- فرح پناهی - ? برنامه
- صمد پیوند - ? برنامه
- شهلا - ? برنامه

گلوریا روحانی

### آهنگ‌سازان
- علینقی وزیری
- جواد بدیع زاده
- جواد معروفی
- روح‌الله خالقی
- پرویز یاحقی
- حسین یاحقی
- مرتضی محجوبی
- فرامرز پایور
- علی تجویدی
- حبیب‌الله بدیعی
- نصرالله زرین پنجه
- محمد میرنقیبی
- عبدالحسین برازنده
- اسداله ملک
- جهانبخش پازوکی
- همایون خرم

### گویندگان
- فخری نیکزاد
- آذر پژوهش
- حسینعلی وزیری‌تبار
- فیروزه امیرمعز
- روشنک
- کوکب پرنیان
- شمسی فضل‌اللهی
- مولود عاطفی
- ایراندخت پرتوی
- فروزنده اربابی
- فریدون توفیقی
- مولود زهتاب
- سرور پاک‌نشان (زاده ۱۳۲۲ در شاهرود و درگذشته ۱۴۰۱ در تهران): از سال ۱۳۴۲ در رادیو گرگان به عنوان گوینده مشغول به کار شد[۶] و از سال ۱۳۴۷ به تهران آمد و پس از آزمون و انجام مصاحبه توسط رضا سجادی برای گویندگی انتخاب و اجرای برنامه‌های «گلها» را به عهده داشت.[۷]
- رضا معینی
- قدسی رهبری
- تقی روحانی
- نورالدین ثابت ایمانی
- اسداله پیمان
- مرتضی اخوت
- اکبر مشگین
- بهرام سلطانی
- امیر نوری
- فرخنده
- مهناز